# Faro de Favarich
El faro de Favarich (o Favàritx, en catalán) está situado en Menorca, comunidad autónoma de las Islas Baleares, España, en el cabo de Favarich que forma parte del parque natural de la Albufera del Grao juntamente con la isla de Colom.

## Historia
El faro se construyó en 1922. Para hacerlo se aprovechó la roca de la zona, por eso hoy en día aún podemos ver a escasos metros de él la cantera que se abrió para construirlo.
Desde el año 2018, la carretera que conduce al faro está cortada al tráfico desde junio a octubre y solo es posible llegar al mismo en un autobús que sale desde la estación de autobuses de Mahón.